# Aguiada
Aguiada en galicien (nom officiel) est une des cinq localités de la parroquia de Santo Estevo de Calvor dans la commune de Sarria (comarque de Sarria, province de Lugo) en Galice, au nord-ouest de l'Espagne.
Cette localité est une halte du chemin pédestre du Camino francés du Pèlerinage de Saint-Jacques-de-Compostelle, entre Triacastela et Sarria. Elle est l'endroit où se rejoignent les deux variantes du chemin, proposées à Triacastela : l'une par Samos ; l'autre, par San Xil.

## Patrimoine et culture

### Pèlerinage de Compostelle
Par l'une des deux variantes pédestres du Camino francés du Pèlerinage de Saint-Jacques-de-Compostelle, le chemin vient de Calvor également dans la commune de Sarria. Par l'autre variante, le chemin passant par Samos vient de Perros.
La prochaine localité notable traversée est Sarria, chef-lieu de la commune de Sarria, en passant par San Mamede do Camiño.

### Biographie
- (fr) Grégoire, J.-Y. & Laborde-Balen, L. , « Le Chemin de Saint-Jacques en Espagne - De Saint-Jean-Pied-de-Port à Compostelle - Guide pratique du pèlerin », Rando Éditions, mars 2006,  (ISBN 2-84182-224-9)
- (fr)« Camino de Santiago  St-Jean-Pied-de-Port - Santiago de Compostela », Michelin et Cie, Manufacture Française des Pneumatiques Michelin, Paris, 2009,  (ISBN 978-2-06-714805-5)
- (fr)« Le Chemin de Saint-Jacques Carte Routière », Junta de Castilla y León, Editorial